# Sapromyza punctiseta
Sapromyza punctiseta är en tvåvingeart som beskrevs av Malloch 1925. Sapromyza punctiseta ingår i släktet Sapromyza och familjen lövflugor. Inga underarter finns listade i Catalogue of Life.